# توت (مقاطعة دورود)
توت (بالفارسية: توت) هي قرية تقع في قسم دورود الريفي (مقاطعة دورود) في إيران. يقدر عدد سكانها بـ 228 نسمة بحسب إحصاء 2016.